# Sportovní létající zařízení
Sportovní létající zařízení (SLZ) je podle českého zákona o civilním letectví č. 49/1997 Sb. maximálně dvoumístné letadlo nebo sportovní padák, které je určeno k létání pro vlastní potřebu či potřebu jiných osob, a to za účelem rekreace, individuální osobní dopravy, sportu nebo výcviku pilotů. Tyto činnosti nesmí být uskutečňovány za účelem zisku, s výjimkou výcviku pilotů, letů závěsných a padákových kluzáků s pasažérem a seskoků sportovních padáků s pasažérem. Pilot SLZ (včetně parašutisty) musí být držitelem platného pilotního průkazu.
Podle zákona jsou sportovními létajícími zařízeními zejména:
- ultralehký kluzák
- ultralehký letoun
- motorový závěsný kluzák
- ultralehký vrtulník
- ultralehký motorový vírník
- motorový padákový kluzák
- závěsný kluzák
- padákový kluzák
- sportovní padák

Sportovní létající zařízení mohou pro vzlety a přistání při pravidelném provozu využívat kromě letišť také plochy určené pro SLZ (často rovněž označovaná jako letiště).